# 2004 ST26
2004 ST26 – mała planetoida z grupy Apolla, należąca do obiektów NEO.

## Odkrycie
2004 ST26 została odkryta we wrześniu 2004 roku na zdjęciach pochodzących z Obserwatorium Kitt Peak w Arizonie w programie Spacewatch w ramach projektu Fast Moving Objects przez Mariusza Kuczewskiego. Była to pierwsza planetoida odkryta w tym programie przez polskiego internautę. W momencie odkrycia planetoida przemieszczała się po niebie z prędkością 6 stopni na dobę. Świadczyło to, że znajduje się niedaleko od Ziemi. Planetoida minęła Księżyc w odległości zaledwie 28 000 km będąc 367 000 km od Ziemi.
Obiekt ten ma średnicę zaledwie kilkadziesiąt metrów. Nazwa planetoidy jest oznaczeniem tymczasowym.
2004 ST26 okrąża Słońce w ciągu 2 lat i 119 dni w średniej odległości 1,75 j.a. po mocno eliptycznej orbicie o mimośrodzie 0,67. W peryhelium swojej orbity, wynoszącym 0,57 j.a., znajduje się bliżej Słońca niż Wenus.